# 矮型黄耆
矮型黄耆（学名：Astragalus stalinskyi）为豆科黄芪属的植物。分布于中亚、俄罗斯以及中国大陆的西藏、新疆等地，生长于海拔750米至3,000米的地区，多生长在河岸洪积阶地沙砾上或沙地上。

## 异名
- Astragalus brachymorphus Nikif.